# 返金保証
返金保証(money back guarantee) あるいは満足保証(satisfaction guarantee) とは基本的には買い手が製品やサービスに満足しなかった場合に返金するという単純な保証のことである。
返金保証は、リチャード・シアーズやパウエル・クロスリー・ジュニアなどの初期の米国の通信販売の先駆者たちが消費者の信頼を獲得するために利用した主要な手段であった。

## 不当な要求
返金保証の利用は最近非常に多くなっており、全メディアにおけるダイレクトマーケティングの標準的な商習慣となってきている。信頼性の低い企業が顧客に安全だという誤った感覚を与えるために使用することも多い。売り手による保証はクレジット会社との商業契約の許容範囲外にあることも多い。例えば、VISAとマスターカードは、購入後90日間以降の返金保証を明示的に禁止している。
虚偽の保証に関連する問題が非常に多く見られるようになってきたため、FTCは、連邦規則ハンドブック（§239.1）の規定に明示的に記載した。

## 顧客の請求権
顧客が業者に広告された保証を守るように圧力を掛ける多くの方法がある。